# Bror Emil Hildebrand

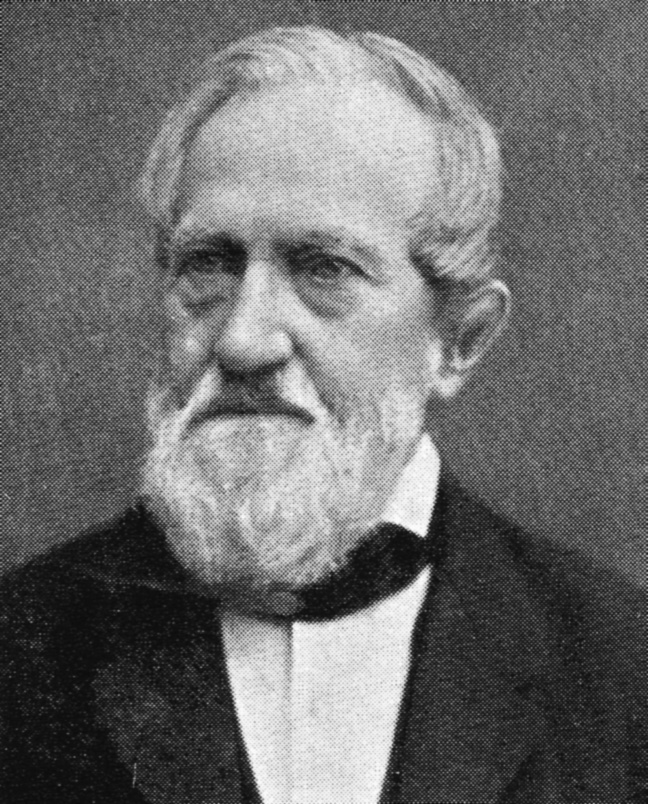
Bror Emil Hildebrand

Bror Emil Hildebrand (* 22. Februar 1806 in Flerohopp, heute Gemeinde Nybro; † 30. August 1884 in Stockholm) war ein schwedischer Archäologe und Numismatiker.

## Leben
Hildebrand war ein Sohn des Bergbaumechaniker Hildebrand Hildebrand[sson] und dessen Frau Lovisa (geborene Mörck). Sein Vater arbeitete in einem Bergwerk in Flerohopp.
Er begann 1820 an der Universität Lund zu studieren, wo er sich 1826 zum Doktor der Philosophie habilitierte. 1830 wurde er zum außerordentlichen Professor für Numismatik und Amanuens am dortigen Historischen Museum ernannt. Zwei Jahre später wurde er als Assistent ins Königliche Münzkabinett nach Stockholm berufen, um bei der Neuordnung und Beschreibung der gesammelten Schätze zu helfen. 1833 wurde er Aumanuens der kungliga Vitterhets Historie och Antikvitets Akademien (königlichen Akademie der schönen Wissenschaften) und des Kungliga Samfundet för utgivande av handskrifter rörande Skandinaviens historia, wo er gemeinsam mit Hans Järta (1774–1847) eine Beschreibung der Bestände für die Jahre 1834 bis 1847 anfertigte. Im Jahr 1837 erfolgte seine Ernennung zum Reichsantiquar (Direktor des archäologisch-historischen Staatsmuseums und des königlichen Münzkabinetts, Inspektor der Denkmäler) und zum ständigen Sekretär der königlichen Akademie der schönen Wissenschaften ernannt. Dieses Amt bekleidete er bis 1879.

## Wirken
Zu Hildebrands Verdienst zähl der Ausbau der archäologische Sammlung des Staates, die vor seiner Anstellung aus ein paar hundert Stein- und Bronzestücken bestand, zu einem umfangreichen Bestand. So konnte sich das historische Museum mit den vornehmsten Sammlungen in Europa messen. Zudem war er von 1841 bis 1848 Sekretär des Kungliga Samfundet und wurde ab 1845 zum Mitglied des Ausschusses zum Schutz der Druckfreiheit ernannt. Ab 1847 wurde mehrmals zum Mitglied der Direktion berufen, die sich hauptsächlich mit dem Bildungssystem in der Hauptstadt beschäftigten. Ab 1866 war er Mitglied der Schwedischen Akademie (schwedisch Svenska Akademien) und saß auf dem elften Stuhl der 18 nummerierten Stühle der Akademie.
1845 wurde er als korrespondierendes Mitglied in die Preußische Akademie der Wissenschaften und 1859 in die Russische Akademie der Wissenschaften in Sankt Petersburg aufgenommen.
Er wurde 1858 mit dem schwedischen „Kungliga priset“ (Königlicher Preis) ausgezeichnet.
Im Jahr 1879 trat Hildebrand von der Position des nationalen Antiquariats zurück, wobei ihm das Recht eingeräumt wurde, seine Arbeit an der Organisation und Beschreibung der von ihm betreuten Sammlungen fortzusetzen, die sich zuerst im ehemaligen Ridderstolpeska-Haus bei Skeppsbron und später im Erdgeschoss des Nationalmuseums befanden.

## Familie
Hildebrand heiratete am 23. Juni 1841 Anna Mathilda (geborene Ekecrantz, 24. Juni 1815–23. Mai 1886), die Tochter des Riksbankkammerherrn Olof Ekecrantz und Maria (geborene Hagelin), mit der er mehrere Kinder hatte.
- Hans Hildebrand (5. April 1842–2. Februar 1913), wurde sein Nachfolger als Reichsantiquar, als der Vater in den Ruhestand trat.[4]
  - Karl Emil Hildebrand (24. September 1870–23. Juni 1952), wurde Historiker und Publizist[5]
- Bror Albin Hildebrand (31. Mai 1844–9. Dezember 1917), wurde Biograf.[6]
- Henrik Robert Teodor Emil Hildebrand (22. Oktober 1848–24. August 1919), wurde Historiker.[7]
- Carl Hildemar Hildebrand (5. Juni 1851–9. Mai 1919), wurde Arzt
- eine Tochter Elisabeth Hildebrand

Sein Bruder Hildebrand Hildebrandsson (1791–1858) war Militär und Komponist. Dessen Sohn Hugo Hildebrand Hildebrandsson wurde Meteorologe.

## Veröffentlichungen (Auswahl)
Zu Hildebrands Schriften gehören Arbeiten zu angelsächsischen und schwedischen Münzen, schwedischen Gedenkmünzen und -medaillen und mittelalterlichen Siegeln. Er gründete 1864 die Antiqvarisk tidskrift för Sverige, die er bis 1880 herausgab.
- als Herausgeber: Svenskt diplomatarium (= Diplomatarium Suecanum.) Band 3–6. Norstedt, Stockholm 1842–1878.
- Anteckningar ur Kongl. Witterhets, Historie och Antiqvitets Akademiens Dagbok samt om de under Akademiens inseende ställda Rongl. Samlingarna, för är 1843. Eckstein, Stockholm 1844 (archive.org).
- Anglosachsiska Mynt i Svenska Kongl. Myntkabinettet, Funna i Sveriges Jord. Norstedt, Stockholm 1846 (Digitalisat).
- Minnespenningar öfver enskilda svenska män och quinnor. Kongliga Witterhets Historie och Antiqvitets Akademien Förlag, Stockholm 1860, (archive.org).
- Svenska sigiller från medeltiden. Band 1, Heft 1–2.[8] Kongliga Witterhets Historie och Antiqvitets Akademien Förlag, Stockholm 1862–1867, Heft 1 (Digitalisat; Heft 2 Digitalisat).
- als Herausgeber mit seinem Sohn Hans Hildebrand: Teckningar ur svenska statens historiska museum. Heft 1–3. Kongliga Vitterhets Historie och Antiqvitets Akademien Förlag, Stockholm 1873–1884.
- Sveriges och svenska konungahusets minnespenningar praktmynt och belöningsmedaljer. Teil 1–2. Kongliga Vitterhets Historie och Antiqvitets Akademien Förlag, Stockholm 1874–1875, (Teil 1 – Internet Archive – Teil 2 – Internet Archive).